# 仏塚古墳
仏塚古墳（ほとけづかこふん）は、奈良県生駒郡斑鳩町法隆寺にある古墳。形状は方墳。奈良県指定史跡に指定されている。

## 概要
奈良盆地北西部、法隆寺北側の小丘陵（寺山）から北へ延びる小尾根の先端部に築造された古墳である。中世以来は仏堂として再利用され、石室内からは仏像・仏具が多量に出土しており、「仏塚」の古墳名はこれに由来する。1976年度（昭和51年度）に発掘調査が実施されている。
墳形は方形で、一辺約23メートル・高さ4メートル以上を測る。墳丘盛土には周辺の包含層が使用されており、盛土からは縄文土器片・弥生土器片・石器が出土している。また墳丘周囲には周溝が巡らされる。埋葬施設は両袖式の横穴式石室で、南方向に開口する。石室内は盗掘に遭っているが、調査では複数種類の陶棺片や、耳環・刀子・馬具・須恵器・土師器が検出されているほか、石室再利用に伴う中世の仏像・仏具・瓦器椀・土師皿が多量に出土している。
築造時期は、古墳時代後期の6世紀末（TK209型式期）頃と推定される。斑鳩地域では、推古天皇9年（601年）に斑鳩宮の造営が開始されており、被葬者ないし築造主体者と厩戸皇子（聖徳太子）・上宮王家との関係を指摘する説が挙げられる。
古墳域は1997年（平成9年）に奈良県指定史跡に指定されている。現在では石室内への立ち入りは制限されている。

## 遺跡歴
- 中世期、仏堂として再利用。
- 1976年度（昭和51年度）、発掘調査（奈良県立橿原考古学研究所・斑鳩町教育委員会、1977年に報告）。
- 1997年（平成9年）3月21日、奈良県指定史跡に指定。

## 埋葬施設

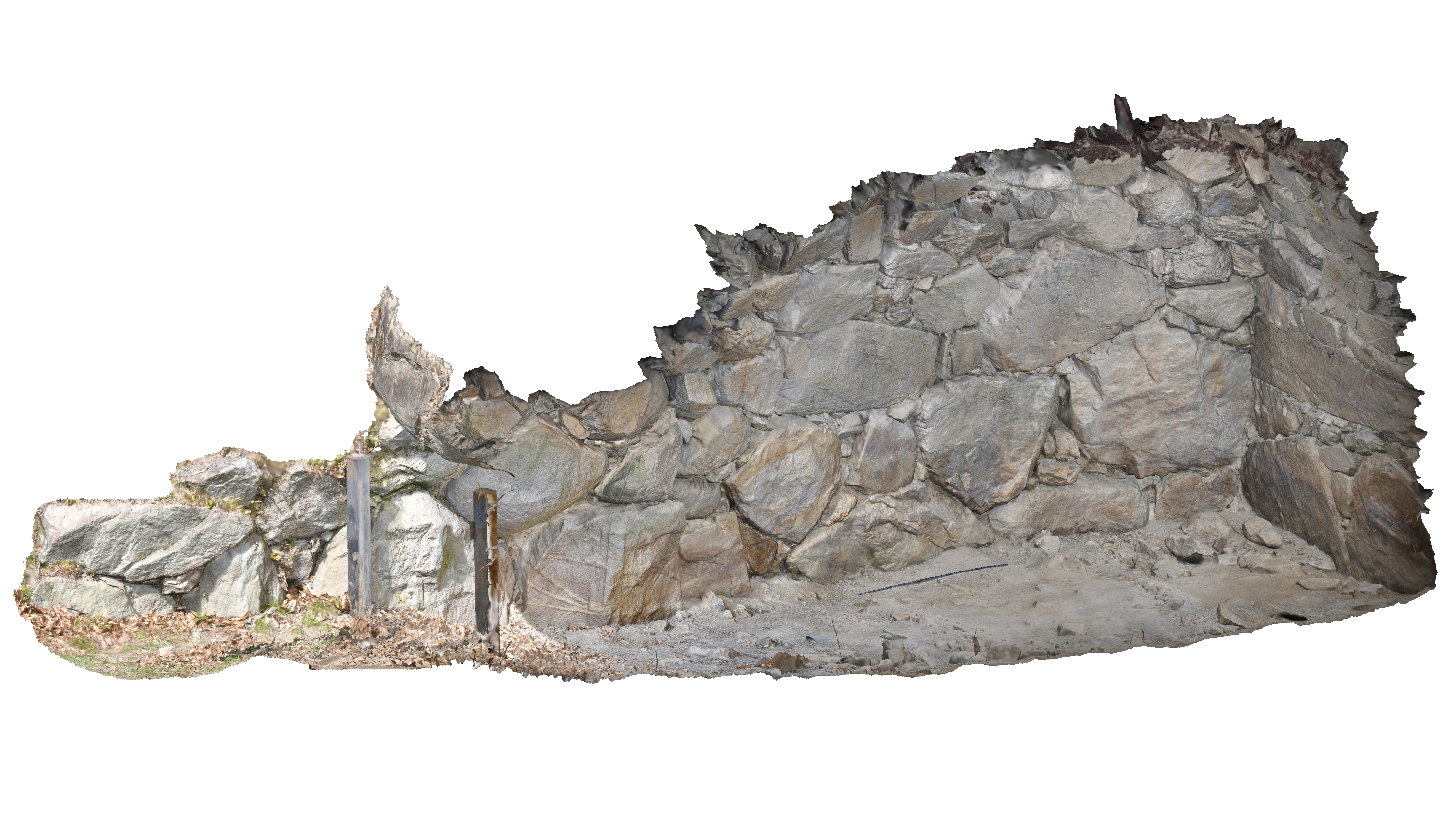
石室俯瞰図

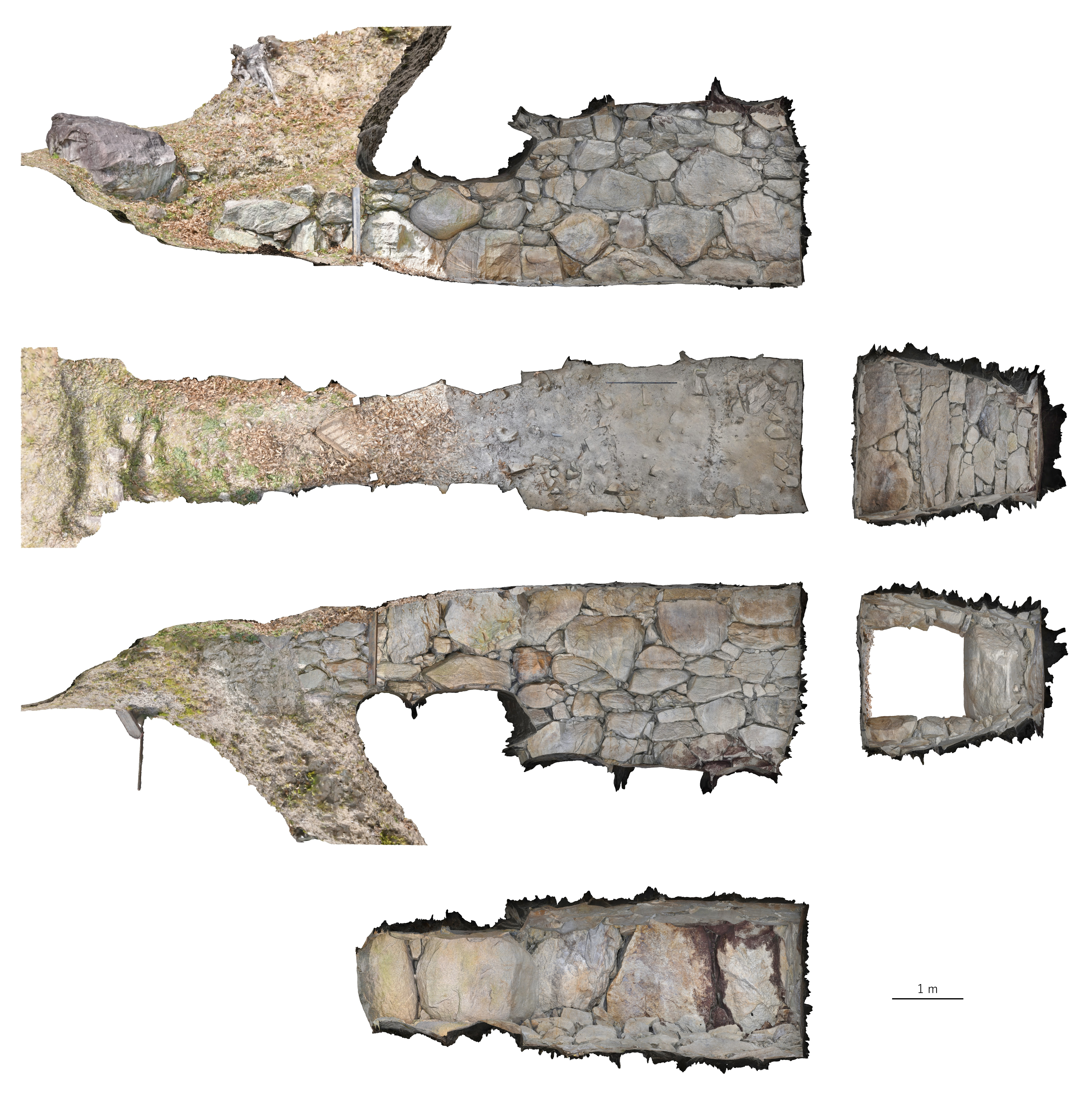
石室展開図

埋葬施設としては両袖式横穴式石室が構築されており、南方向に開口する。石室の規模は次の通り。
- 石室全長：現存9.36メートル
- 玄室：長さ3.86メートル、幅1.93-2.15メートル、高さ2.65メートル
- 羨道：現存長さ5.50メートル、幅1.41-1.80メートル

羨道の一部は未発掘のため、石室の全体像は必ずしも明らかでない。石室の石材は花崗岩。玄室では6-9段積み、羨道では2-4段積みであり、玄室の奥壁と側壁1-3段目、羨道側壁1-2段目には大石を使用し、その上には小型の石を積む。また玄室の床面には10-25センチメートルの礫を敷く。石敷の下には排水溝があり、玄室の奥壁・側壁を環状に巡って玄門部で合流し、羨道と閉塞石の下をくぐる。閉塞石の下は暗渠状で、両側に平石を立てて底に小礫を入れて蓋石を乗せた構造である。
石室内は盗掘に遭っており、調査では陶棺のほか、耳環・刀子・馬具・須恵器（坏蓋5・無蓋高坏2）・土師器のみが検出されている。陶棺は土師質亀甲形陶棺で、破片ながら3種類が認められ、複数人物の埋葬が想定される。そのほか後世の遺物として、鎌倉時代から室町時代の金銅仏・塑像仏片や、花瓶・火舎・六器・瓦器椀・土師皿などが多量に出土している。

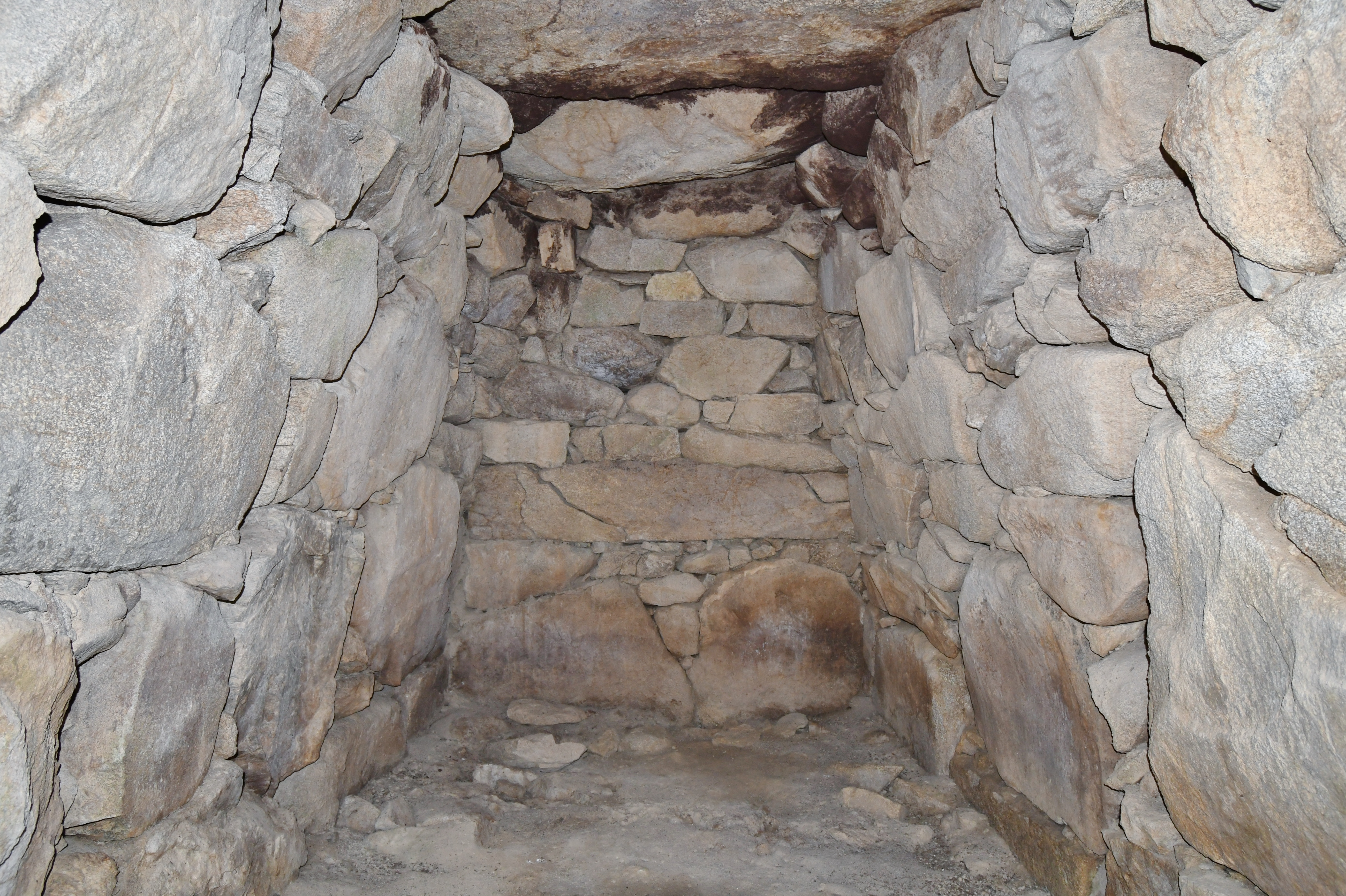
玄室（奥壁方向）
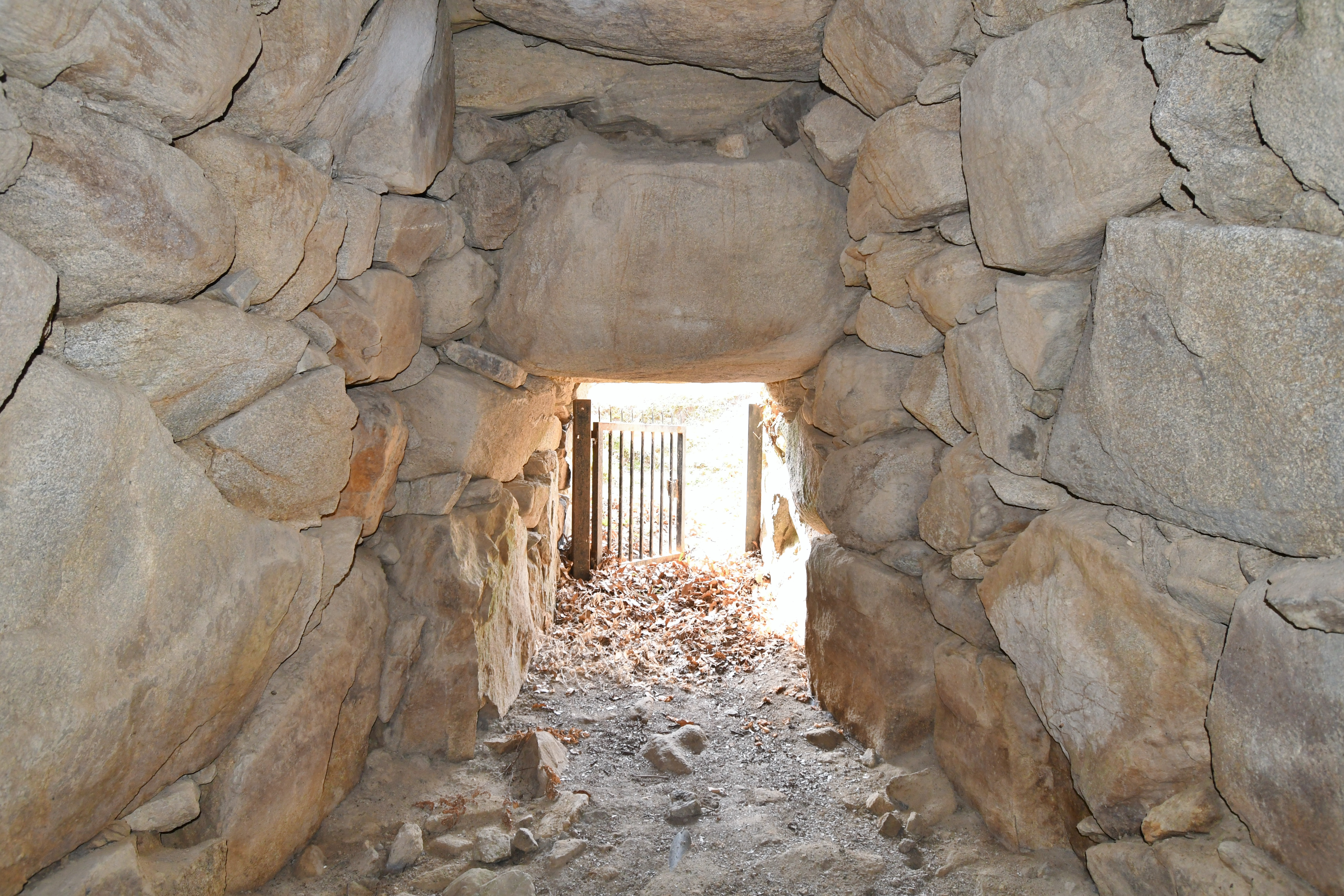
玄室（開口部方向）
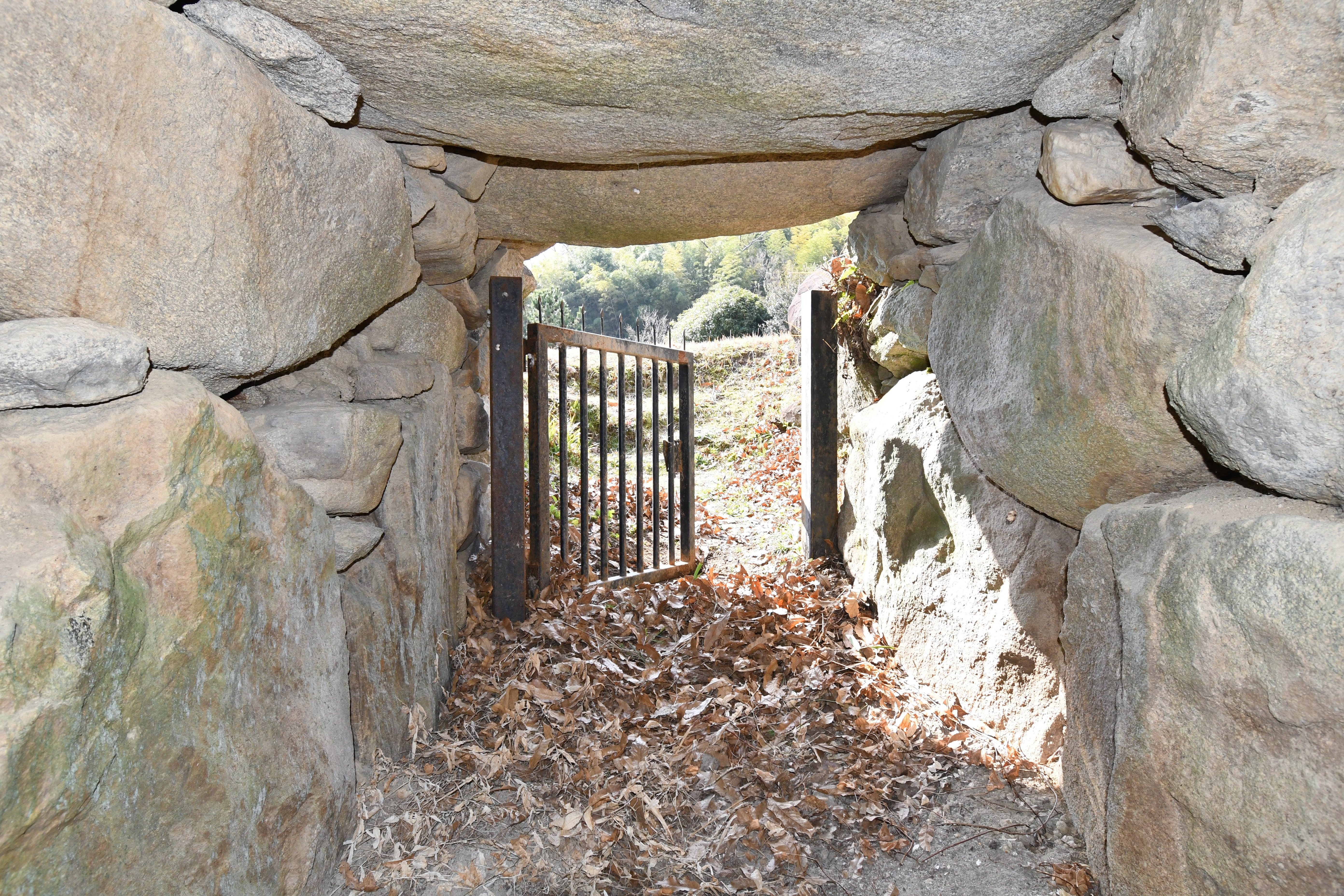
羨道（開口部方向）
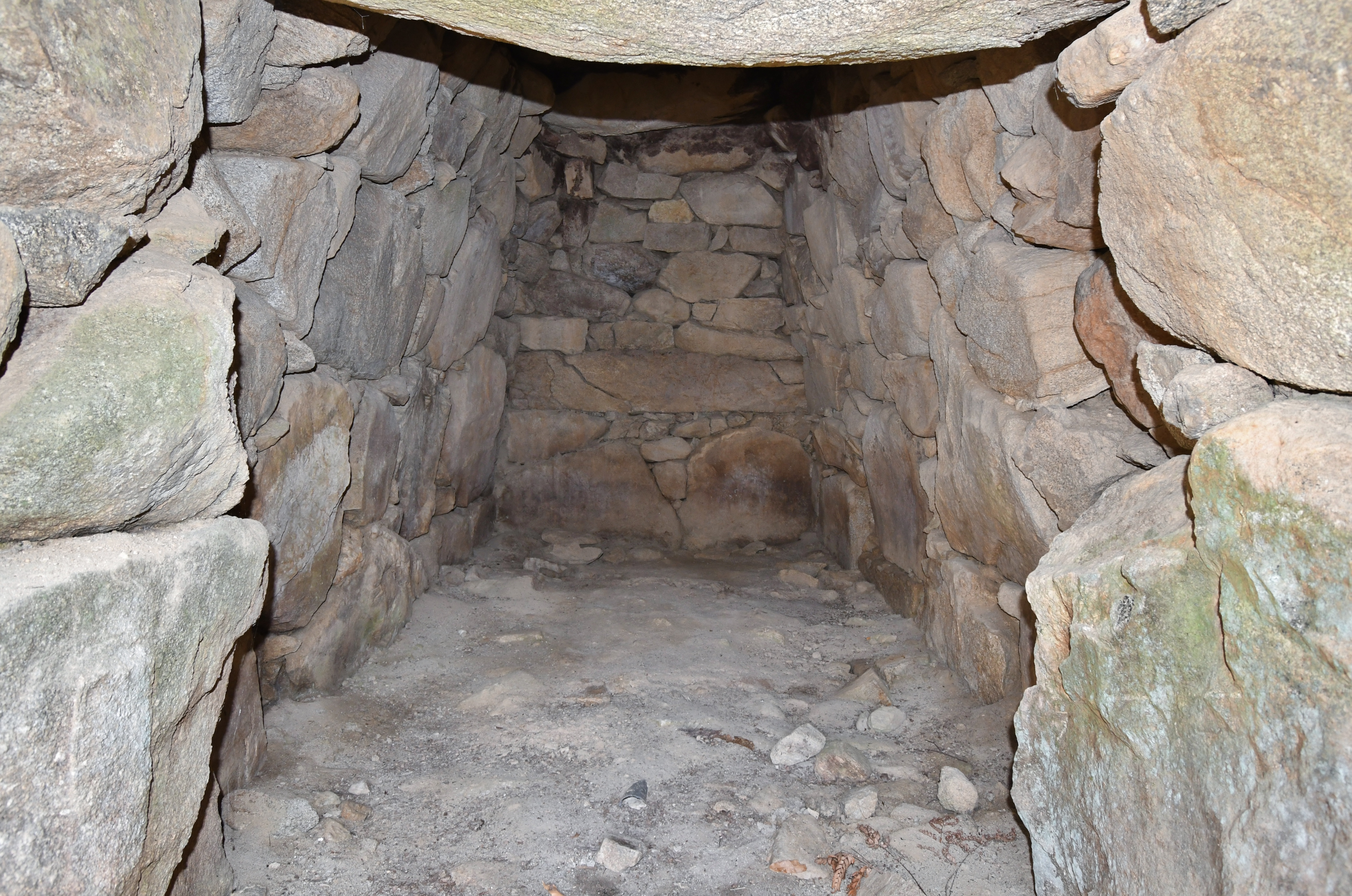
羨道（玄室方向）
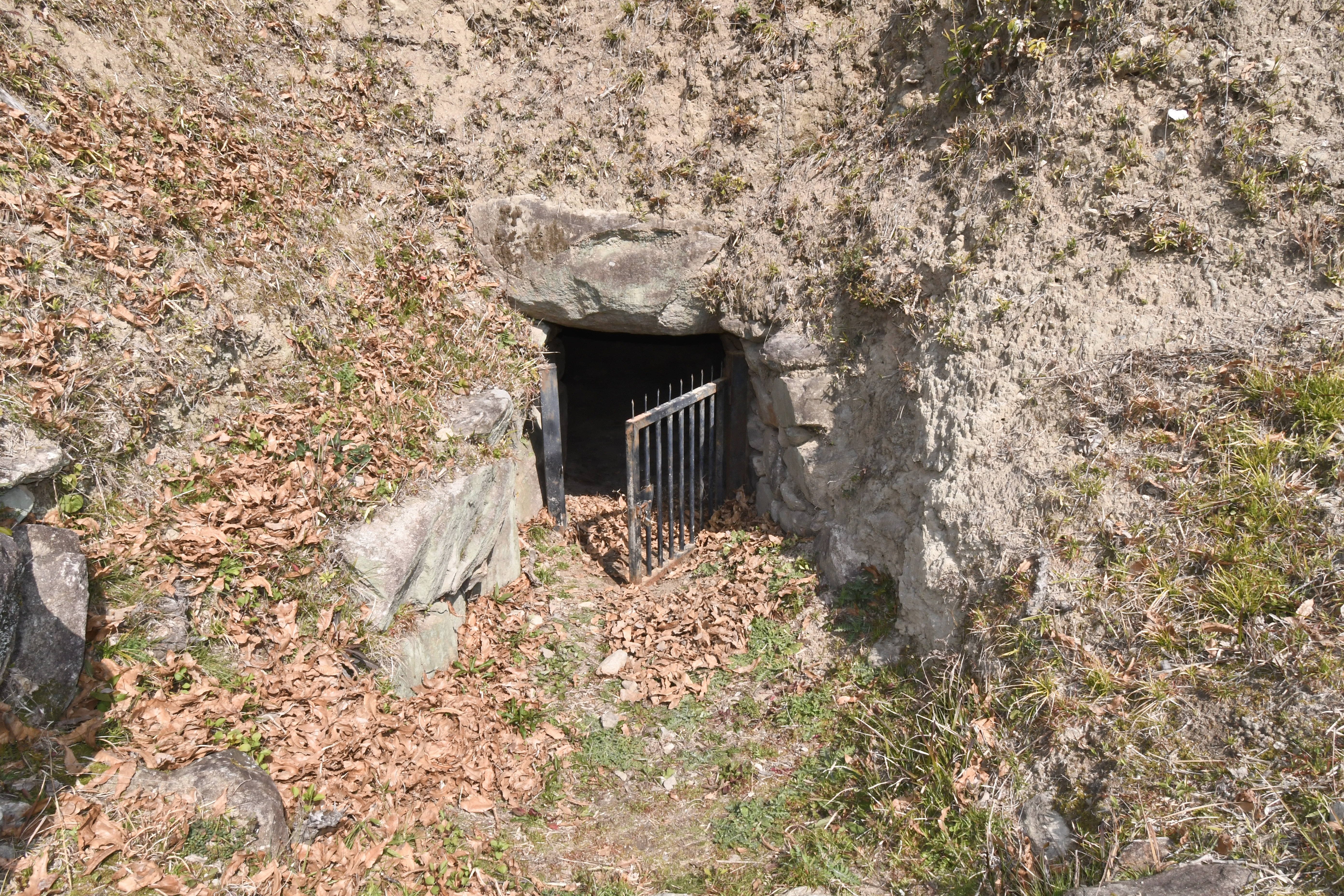
開口部

## 文化財

### 奈良県指定文化財
- 史跡
  - 仏塚古墳 - 1997年（平成9年）3月21日指定。

## 関連文献
（記事執筆に使用していない関連文献）
- 奈良県立橿原考古学研究所 編『斑鳩・仏塚古墳 -発掘調査報告-』斑鳩町教育委員会、1977年。